# The Triffids
The Triffids — австралийская рок-группа, образованная в Перте в 1979 году вокалистом и автором песен Дэвидом Маккумбом. В первый состав группы входили также его брат, гитарист Роберт МакКумб и Элзи Макдональд (ударные). Формально считавшиеся частью новой волны, The Triffids резко отличались от большинства австралийских рок-групп своего времени: они исполняляли мягкий, мелодичный американизированный фолк-поп с элементами кантри, блюза и лишь отчасти — прото-панка (любимой группой Маккумба была Velvet Underground).
Музыка The Triffids (согласно Allmusic) несла в себе неповторимую атмосферность просторов австралийской глубинки (т. наз. аутбэка); основными в творчестве группы всегда были темы одиночества, отчужденности, запустения (физического и духовного) и жажды освобождения от тягот бытия. Двумя самыми известными песнями The Triffids остаются «Wide Open Road» (её исполняли в развно время Weddings Parties Anything, The Church, Carus and The True Believers, Not Enough Rope, Shanks Pony) и «Bury Me Deep in Love» (Кайли Миноуг, Джимми Литтл).
Поворотным пунктом в карьере The Triffids стал альбом Born Sandy Devotional (1986): после его выпуска группа подписала большой контракт с Island Records и здесь выпустила Calenture (1987), который Allmusic называет «шедевром». Однако записанный в 1989 году продюсером Стивеном Стритом The Black Swan не оправдал коммерческих ожиданий, и The Triffids распались. Кейси стал постоянным участником Nick Cave & the Bad Seeds. Дэвид МакКумб перешел в Blackeyed Susans затем альбомом Love of Will (1994) начал успешную сольную карьеру. 30 января 1999 года он попал в автомобильную катастрофу и через три дня скончался.
В 2008 году Ассоциация австралийской звукозаписывающей индустрии (ARIA) ввела The Triffids в Зал славы Ассоциации. Грэм Ли отметил, что покойный лидер группы с иронией воспринял бы это известие, поскольку The Triffids были популярны где угодно, но только не у себя на родине. Тогда же пятеро участников The Triffids выступили на концерте памяти Дэвида Маккумба и на нескольких фестивалях в США, Великобритании и Австралии.

## Состав
- Will Akers — бас-гитара (1980—1982)
- Jill Birt — клавишные, вокал (1983—1989)
- Martyn Casey — бас (1982—1989)
- Simon Cromack — перкуссия (1982—1983)
- Margaret Gillard — клавишные (1979—1982)
- Phil Kakulas — гитара, вокал (1978—1979)
- Graham Lee — гитара, педал-стил, вокал (1985—1989)
- Allan MacDonald — ударные, перкуссия, вокал (1978—1980, 1982—1989)
- David McComb — вокал, гитара, фортепиано, бас (1978—1989)
- Robert McComb — скрипка, гитары, клавишные, перкуссия, вокал (1979—1989)
- Mark Peters — ударные (1980—1981)
- Byron Sinclair — бас (1978—1979, 1982)
- Jill Yates — клавишные (1982)

## Дискография

### Студийные альбомы
- 1983: Treeless Plain
- 1986: Born Sandy Devotional
- 1986: In The Pines
- 1987: Calentur
- 1989: The Black Swan[5]

### EP’s
- 1982: Reverie
- 1983: Bad Timing and Other Stories
- 1984: Lawson Square Infirmary
- 1984: Raining Pleasure
- 1985: Field of Glass
- 1987: Peel Sessions

### Концертные альбомы и сборники
- 1986: Love in Bright Landscapes
- 1990: Stockholm
- 1994: Australian Melodrama
- 2008: Beautiful Waste and Other Songs (Mini-Masterpieces 1983—1985)

### Кассеты
- 1978: Tape #1
- 1978: Tape #2
- 1979: Tape #3
- 1979: Tape #4
- 1980: Tape #5
- 1981: Tape #6
- 1981: Dungeon Tape
- 1988: Son of Dungeon Tape
- 1981: Jack Brabham